# Jutge Internacional per Composicions d'escacs
Jutge Internacional de Composicions d'Escacs és un títol atorgat per la FIDE mitjançant la Comissió Permanent de la FIDE per a Composicions d'Escacs (PCCC) a persones que han jutjat diversos torneigs de problemes o estudis d'escacs i que són considerats capaços de jutjar tals premis al més alt nivell.
El títol va ser concedit per primer cop el 1956, a Henrik Kasparian. En el passat, diversos jugadors d'escacs sobre el tauler també han estat Jutges Internacionals; entre ells hi ha per exemple els Campions del món d'escacs sobre el tauler Mikhaïl Botvínnik i Vassili Smislov, i els jugadors d'elit David Bronstein, Paul Keres, Iuri Averbach i Wolfgang Unzicker, tot i que més recentment en el temps, el títol és obtingut en general per persones molt desconegudes fora del món dels problemes d'escacs. Molts compositors de problemes i estudis notables són o han estat també Jutges Internacionals, com és el cas de Henrik Kasparian.